# Péta
Pour les articles homonymes, voir Peta.
Pour un article plus général, voir Préfixes du Système international d'unités.
Péta (symbole P) est le préfixe du Système international d'unités qui représente 1015, soit un million de milliards (un billiard en échelle longue) ; il a été introduit par la Conférence générale des poids et mesures en 1975.

## Étymologie
Il provient du grec « πέντε (pente) », « cinq ».

## Selon les domaines
En informatique, il ne faut pas confondre le pébioctet Pio (en anglais PiB, pour pebibyte) et le pétaoctet, car le premier représente 250 (= 10245) soit 1 125 899 906 842 624 octets alors que le second représente 1015 soit 1 000 000 000 000 000 octets.
Dans le domaine des ondes électromagnétiques, on parle de pétahertz (PHz) pour 1015 hertz.
En astronomie, une année-lumière vaut environ 9,5 pétamètres (Pm).